# Heterarmia buttneri
Heterarmia buttneri är en fjärilsart som beskrevs av Hedemann 1881. Heterarmia buttneri ingår i släktet Heterarmia och familjen mätare. Inga underarter finns listade i Catalogue of Life.